# 유진후
유진후(兪鎭厚, 일본식 이름: 杞元春盛스키모토 하루노리, 1888년 2월 22일 ~ 1951년 1월 16일)는 일제강점기의 경찰 겸 관료로, 본적은 경상남도 동래군 동래면이다.

## 생애
1916년 12월 21일 경상남도 부산경찰서 순사로 임명되었으며 1920년 경상남도 부산경찰서 경부보로 임명되었다. 1923년부터 1933년까지 경상남도 부산경찰서 경부로 근무했고 1933년 5월 2일부터 1934년까지 경상남도 부산경찰서 고등경찰과로 근무했다.
경상남도 부산경찰서 경부 재직 시절인 1931년 9월 18일부터 1933년 3월 31일까지 만주로 침략하려는 일본군과 군수품이 상륙되던 부산역 일대에서 감시 및 사찰 임무를 수행했다. 1931년 12월 3일 대구역과 대구 일본군 80연대, 대구고등보통학교 등지에서 일본의 침략 전쟁을 반대하는 내용을 담은 유인물을 살포한 조선공산당 부산지부장 이승엽 등 5명을 검거했으며 1932년 1월 1일 부산 헌병분대와 그 외의 지역에 반전(反戰) 유인물을 살포하려던 반제전위동맹 회원 이치우 등 7명을 검거했다.
1934년 8월 27일 만주사변에 적극 협력한 공로를 인정받아 만주 사변 종군 기장에 상신되었으며 같은 해 9월 5일 일본 정부로부터 훈8등 서보장을 받았다. 1935년 5월 25일과 1939년 5월 27일 경상남도 동래읍회 의원으로 선출되었으며 1941년 5월 10일 경상남도회 의원으로 선출되었다. 광복 이후인 1949년 5월 반민족행위특별조사위원회에 체포된 뒤 부산형무소에 수감되기도 했다. 민족문제연구소의 친일인명사전 수록자 명단의 경찰 부문, 친일반민족행위진상규명위원회가 발표한 친일반민족행위 705인 명단에 포함되었다.

## 참고자료
- 친일반민족행위진상규명위원회 (2009). 〈유진후〉. 《친일반민족행위진상규명 보고서 Ⅳ-10》. 서울. 832~842쪽.